# Менно Остінг
Менно Остінг (нід. Menno Oosting; 17 травня 1964 — 22 лютого 1999) — колишній нідерландський тенісист.
Найвищу одиночну позицію світового рейтингу — 72 місце досяг 4 липня 1988, парну — 20 місце — 13 лютого 1995 року.
Здобув 7 парних титулів ATP.
Переможець Відкритого чемпіонату Франції в міксті.
Загинув в автокатастрофі

## Фінали за кар'єру

### Парний розряд: 18 (7–11)
| Легенда                                                         |
| --------------------------------------------------------------- |
| Турніри Великого шолома (0–0)                                   |
| Tennis Masters Cup / ATP World Tour Фінали (0–0)                |
| ATP Masters Series / Світовий Тур ATP Мастерс 1000 (0–0)        |
| ATP International Series Gold / ATP World Tour 500 Series (0–1) |
| ATP International Series / ATP World Tour 250 Series (7–10)     |

| Результат | W/L  | Дата     | Турнір                  | Покриття   | Партнер           | Суперники                           | Рахунок       |
| --------- | ---- | -------- | ----------------------- | ---------- | ----------------- | ----------------------------------- | ------------- |
| Поразка   | 0–1  | Вер 1991 | Aтени, Греція           | Ґрунт      | Оллі Ранасто      | Якко Елтінг Марк Куверманс          | 7–5, 6–7, 5–7 |
| Перемога  | 1–1  | Кві 1992 | BMW Open                | Ґрунт      | Девід Адамс       | Карл Лімбергер Томаш Анзарі         | 3–6, 7–5, 6–3 |
| Поразка   | 1–2  | Бер 1993 | Estoril Open            | Ґрунт      | Удо Ріглевскі     | Девід Адамс Андрій Ольховський      | 3–6, 5–7      |
| Перемога  | 2–2  | Вер 1993 | Romanian Open           | Ґрунт      | Лібор Пімек       | Георге Косак Чипр'ян Петре Порумб   | 7–6, 7–6      |
| Перемога  | 3–2  | Бер 1994 | Grand Prix Hassan II    | Ґрунт      | Девід Адамс       | Крістіан Бранді Федеріко Мордеган   | 6–3, 6–4      |
| Поразка   | 3–3  | Бер 1994 | Estoril Open            | Ґрунт      | Ріхард Крайчек    | Крістіан Бранді Федеріко Мордеган   | w/o           |
| Перемога  | 4–3  | Кві 1994 | Мадрид, Іспанія         | Ґрунт      | Рікард Берг       | Жан-Філіпп Флер'ян Якоб Гласек      | 6–3, 6–4      |
| Поразка   | 4–4  | Лип 1994 | Swiss Open Gstaad       | Ґрунт      | Даніель Вацек     | Серхіо Касаль Еміліо Санчес Вікаріо | 6–7, 4–6      |
| Перемога  | 5–4  | Жов 1994 | Toulouse, Франція       | Тверде (i) | Даніель Вацек     | Патрік Макінрой Джаред Палмер       | 7–6, 6–7, 6–3 |
| Перемога  | 6–4  | Січ 1996 | Загреб, Хорватія        | Килим      | Лібор Пімек       | Мартін Дамм Гендрік Ян Давідс       | 6–3, 7–6      |
| Поразка   | 6–5  | Лют 1996 | Antwerp, Бельгія        | Килим      | Євген Кафельников | Йонас Бйоркман Ніклас Культі        | 4–6, 4–6      |
| Поразка   | 6–6  | Тра 1996 | Санкт-Пельтен, Австрія  | Ґрунт      | Девід Адамс       | Ктіслав Доседель Павел Візнер       | 7–6, 4–6, 3–6 |
| Поразка   | 6–7  | Лип 1996 | Austrian Open Kitzbühel | Ґрунт      | Девід Адамс       | Лібор Пімек Байрон Талбот           | 6–7, 3–6      |
| Поразка   | 6–8  | Вер 1996 | Romanian Open           | Ґрунт      | Девід Адамс       | Давід Екерот Джефф Таранго          | 6–7, 6–7      |
| Поразка   | 6–9  | Вер 1996 | Swiss Indoors           | Тверде (i) | Девід Адамс       | Євген Кафельников Даніель Вацек     | 3–6, 4–6      |
| Поразка   | 6–10 | Жов 1996 | Vienna Open             | Килим      | Павел Візнер      | Євген Кафельников Даніель Вацек     | 6–7, 4–6      |
| Перемога  | 7–10 | Бер 1998 | Copenhagen, Denmark     | Килим      | Том Кемперс       | Ян Сімерінк Бретт Стівен            | 6–4, 7–6      |
| Поразка   | 7–11 | Лют 1999 | St. Petersburg Open     | Килим      | Андрей Павел      | Джефф Таранго Даніель Вацек         | 6–3, 3–6, 5–7 |